# Camille Jones
Camille Jones (født 25. juni 1973 i Skanderborg) er en dansk sangerinde og sangskriver. Hun er opvokset i Aarhus.

## Karriere
Jones lagde stemme til Mulle på Østkyst Hustlers' album Verdens længste rap fra 1995.
Hun debuterede i 2000 med singlen "Nothing Comes from Nothing" fra albummet Camille Jones, der indbragte hende en nominering som Årets danske sangerinde til Danish Music Awards i 2001. På hendes opfølger Surrender (2004) samarbejdede Camille blandt andet med Booty Cologne, Abdullah S og Gauzz. Booty Cologne producerede sangen "The Creeps", som blev hendes første store hit. Internationalt blev "The Creeps" i 2007 et hit i en remixversion af Fedde le Grand, og lå på en trettendeplads på den amerikanske Billboard-hitliste, Hot Dance Club Songs, foran Madonna og Missy Elliott. Sangen blev også et hit i lande som Storbritannien og Australien. I 2008 udgav hun sit tredje album Barking Up the Wrong Tree. Hendes fjerde album Did I Say I Love You udkom i 2011, som bl.a. var produceret af Buda og Rune RK. Efter at have udgivet tre dansksprogede singler i 2011–12, udgav Camille Jones sit femte engelsksprogede album, Camille, i 2016.

## Privatliv
Camille Jones er datter af en dansk mor og en amerikansk far, og hun har været på udveksling i USA med Youth for Understanding. Faderen er jazzmusikeren Ed Jones der bl.a. har spillet med 70'er-gruppen Tears, dannet af Holger Laumann. Camille Jones blev mor til en dreng i 2014.

## Diskografi

### Albums
- Camille Jones (2000)
- Surrender (2004)
- Barking Up the Wrong Tree (2008)
- Did I Say I Love You (2011)
- Camille (2016)
- Inde I En Tåre - EP (2020)

### Singler
- Nothing Comes From Nothing (2000)
- Should Have Known Better (2000)
- Don't Wanna Be (2000)
- Shouldn't I (2000)
- The Creeps (Booty Cologne Mix feat. Booty Cologne) (2004)
- The Creeps (Gauzz Mix / Original Mix) (2005)
- The Creeps (Fedde le Grand Mix) (2007)
- Difficult Guys (2008)
- I Am (What You Want Me To Be) (2008)
- Someday (2008)
- Get Me Out (Jason Gault Mix) (2009)
- Better Forget (med The House Keepers) (2010)
- The Truth (2010)
- The Streets (2011)
- En verden perfekt (med Steffen Brandt) (2011)
- Tro, håb og kærlighed (2012)
- Midnat I Mit Liv (2012)
- Glow (med Bryan Rice) (2018)

### Som featuring artist
- Morten Breum - "I like it" (feat. Camille Jones) (2009)
- Kato - "Sjus" (feat. Camille Jones, Ida Corr & Johnson) (2011)
- Svenstrup & Vendelboe - "Battlefield" (feat. Camille Jones) (2014)
- Østkyst Hustlers - "Verdens Længste Rap" (1995) som Mulle (K's dame)